# Корлики (село)
Ко́рлики — село в Нижневартовском районе Ханты-Мансийского автономного округа — Югры (Россия). Входит в состав сельского поселения Ларьяк.
Почтовый индекс — 628651, код ОКАТО — 71119000013.
Самый восточный населённый пункт ХМАО. Расположено на реке Корлик в 125 км к северо-востоку от Ларьяка, в 320 км от Нижневартовска и в 720 км к востоку от Ханты-Мансийска.

## Население
| 2010 |
| ---- |
| 654  |

По данным Всероссийской переписи 2010 года, в селе проживали 350 мужчин и 304 женщины.

## Климат
Климат резко континентальный, зима суровая, с сильными ветрами и метелями, продолжающаяся семь месяцев. Лето относительно тёплое, но быстротечное.